# Keltonia steineri
Keltonia steineri är en insektsart som beskrevs av Henry 1991. Keltonia steineri ingår i släktet Keltonia och familjen ängsskinnbaggar. Inga underarter finns listade i Catalogue of Life.